# Conde de Penha Firme
Conde de Penha Firme foi um título criado por decreto de 19 de Agosto de 1853, da rainha D. Maria II, a favor de George Rose Sartorius, um oficial naval britânico que serviu como almirante e comandante em chefe das forças navais afectas a D. Pedro IV durante a primeira fase das lutas liberais.
O título foi usado pelas seguintes pessoas:
1. George Rose Sartorius, 1.º conde de Penha Firme;
2. Euston Henry Sartorius, 2.º conde de Penha Firme.